# BBC News (rete televisiva internazionale)
BBC News è un canale televisivo all-news della BBC, le cui trasmissioni sono iniziate l'11 marzo 1991, ed è il più seguito tra i canali dell'ente pubblico britannico. La programmazione include notiziari della BBC, documentari, programmi di lifestyle e interviste.
Il suo principale concorrente a livello globale è CNN International International, sebbene competa anche con altre grandi emittenti all-news come Fox News ed Euronews.
Il canale è trasmesso dalla Red Bee Media dal centro televisivo di White City, ad ovest di Londra. I telegiornali vengono prodotti nel vicino centro televisivo BBC, dove BBC News ha una propria newsroom e un proprio studio separati dalla versione nazionale. Questa newsroom produce programmi dalle 5:00 alle 0:30 (ora di Londra) nei giorni feriali e dalle 6:00 alle 0:30 nel weekend. Il resto dei programmi proviene dallo studio di BBC News.
È l'unico canale BBC ad essere finanziato totalmente dalla pubblicità (gli altri canali sono finanziati esclusivamente dal canone televisivo britannico).
Dal 19 gennaio 2009 il canale trasmette in 16:9.
Ad aprile 2023, la BBC ha avviato un processo di consolidamento della programmazione e dell'organico dei due canali come parte di un'ottimizzazione delle operazioni a livello aziendale; questo ha portato entrambi i canali a utilizzare unicamente il marchio BBC News. Nonostante ciò, la versione globale continua a essere supportata dalla pubblicità mentre quella nazionale continua a trasmettere una programmazione propria specifica per il Regno Unito.

## Descrizione
L'impostazione grafica usata per le notizie su BBC News non si discosta molto da quella della versione britannica. I notiziari di mezz'ora su BBC News sono resi disponibili nelle stazioni PBS negli Stati Uniti attraverso WLIW a New York. Tra l'80 e il 90% degli statunitensi possono riceverli, tuttavia i tempi di trasmissione variano a seconda della località, come nel caso delle diverse stazioni PBS che diffondono il segnale nei supermercati a New York e Washington.
Nelle stazioni PBS, BBC News non va in onda con la pubblicità (le interruzioni sono sostituite con altri notiziari) ma vengono omesse le previsioni meteo internazionali Met Office alla fine, rimpiazzate con annunci scritti. In alcune stazioni, i notiziari PBS vanno in onda in differita.
I notiziari del canale sono disponibili anche su BBC America negli Stati Uniti. Il network trasmette tre telegiornali ogni mattina nei giorni feriali (come parte del blocco di copertura di BBC News) più uno la sera. Un bollettino va in onda giornalmente nei giorni festivi (la mattina). Così come nel caso di PBS, le previsioni Met Office sono omesse ma in questo caso vi è la pubblicità.
Il bollettino compare anche su CBC Newsworld in Canada, e Access 31 a Perth, Australia. I viaggiatori possono guardare i notiziari su Channel 1 subito dopo il decollo sui voli British Airways provenienti dal Regno Unito.
Un sommario di mezz'ora del vecchio BBC World News era disponibile su BBC News nei giorni feriali e la domenica mattina alle 9:30 GMT ma, come risultato dei cambiamenti nella programmazione del canale, di recente viene trasmesso solo la domenica. I telespettatori britannici possono usufruire di BBC World News, oltre che nelle trasmissioni satellitari su Hot Bird e Astra, anche grazie al simulcast sui canali BBC nei primi 30 minuti tra l'1:00 e le 5:00 GMT ogni giorno e un'ora intera fra le 5:00 e le 6:00 GMT, dal titolo The World Today from BBC News.
Sul servizio ferroviario Heathrow Express tra le stazioni Londra Paddington e Londra Aeroporto di Heathrow è visibile anche un'edizione apposita – introdotta con la sigla «Welcome to BBC World News onboard the Heathrow Express» – durante i 15 minuti di tratta. Questo breve notiziario è aggiornato due volte al giorno ed è mostrato in entrambe le classi su schermi a cristalli liquidi.

## Storia
BBC News nasce l'11 marzo 1991 sotto il nome di BBC World Service Television, iniziando le proprie trasmissioni dopo due settimane di trasmissioni di prova con un notiziario di mezz'ora alle 19:00.
Il 26 gennaio 1995 BBC World Service Television fu diviso in due canali:
- BBC Entertainment (prima conosciuto come BBC Prime), un canale d'intrattenimento (codificato; in Italia disponibile su Sky con i sottotitoli);
- BBC News (prima conosciuto come BBC World e poi BBC World News) (in chiaro; in Italia è disponibile solo via satellite e, fino al 25 novembre 2010, anche sul digitale terrestre).

Il canale negli anni ha subito diversi cambi d'immagine. Inizialmente, dal 1995 al 1997, il canale non usava alcun logo identificativo e disponeva di uno studio modellato su quello usato per la versione britannica.
Come parte del maggior rilancio dell'immagine della BBC, che ha incluso un nuovo logo per la corporazione dal 1997, il canale si adeguò al nuovo look.
Il rilancio più evidente per l'emittente avvenne nel 1999 con tutti i prodotti, sia nel Regno Unito che per BBC World a livello globale, assumendo una grafica unica caratterizzata da uno schema di colori rosso e crema, creato dall'agenzia di design Lambie-Nairn. La musica, composto da David Lowe, si basava su uno stile descritto come "drums and beeps", un passo avanti dalle tradizionali versioni orchestrali usate da altri programmi d'informazione.
L'8 dicembre 2003 fu attuato un secondo cambio di grafica, mantenendo la stessa musica ma adottando una nuova grafica.
Più tardi, nel 2004, lo slogan del canale divenne "Putting News First" (Mettiamo la notizia al primo posto), sostituendo "Demand a Broader View" (Aspettati una prospettiva più ampia).

## Distribuzione
BBC News è comunemente distribuito come un canale a pagamento. Nella maggior parte del mondo, trasmette su quasi tutte le piattaforme satellitari e via cavo.
È globalmente disponibile anche online attraverso il sito di Dong-a Ilbo, un giornale sudcoreano e RealPlayer Plus. In Bahrein è disponibile anche come un servizio di telefonia mobile ad abbonamento, oltre che come canale terrestre.
Il canale era disponibile gratuitamente in Italia sul digitale terrestre nel mux Mediaset 2 fino al 26 novembre 2010, per poi essere sostituito da TG Mediaset con le repliche dei TG di Rete 4, Canale 5 e Italia 1. Oggi è disponibile via satellite tramite Sky o Tivùsat. Una versione giornaliera dei suoi notiziari è ritrasmessa anche su diversi canali terrestri gratuiti, specialmente negli Stati Uniti, dove i notiziari sono trasmessi sugli affiliati PBS e BBC America, in Nuova Zelanda, dove è trasmessa di notte su TV One, e in Trinidad e Tobago, dov'è trasmesso di notte da TV6.
In Europa, le trasmissioni satellitari analogiche su Hot Bird 6 terminarono il 18 aprile 2006 a mezzogiorno, benché il suo segnale digitale gratuito è replicato su Hot Bird 6, Hot Bird 7A, Thor 2 e Astra 1KR.
È disponibile 24 ore al giorno anche in Australia su Foxtel, Austar e Optus TV., così come sui 3 operatori di telefonia mobile. In Nuova Zelanda, è distribuita anche via satellite su SKY Network Television e via cavo su TelstraClear.
In Asia, era originariamente trasmessa su Star TV, il satellite televisivo panasiatico con base a Hong Kong, che fu più tardi acquistato da Rupert Murdoch, commutato poi in Panamsat nel 1996. È disponibile anche su Astro in Malaysia. In India era gratuito fino al 15 giugno 2006; ora è un canale a pagamento.
BBC World News era disponibile in Africa su DStv fino al tardo 1995, e i suoi notiziari erano ritrasmessi sui canali terrestri SABC in Sudafrica. Nel 1996 il canale è disponibile anche nell'America Latina e nei Caraibi.
In Canada, il canale è disponibile attraverso le piattaforme Bell ExpressVu e StarChoice. La maggior parte degli Stati Uniti possono ricevere entrambi i segnali. Il segnale Bell ExpressVu può essere ricevuto con ricevitori satellitari illegalmente modificati. Nimiq 1, uno dei satelliti Bell ExpressVu, è situato a 91° Ovest e può essere ricevuto con una parabola di almeno 46 cm in buona parte degli Stati Uniti. Su Nimiq 1, BBC World News può essere trovato sulla frequenza 12516 MHz, polarizzazione destorsa, SR 20000, FEC 5/6, PID video 6690, PID audio 6691. Anik F1R ospita BBC World News per StarChoice, ed è situato a 107.3° Ovest. La ricezione in tutte le aree non marginali può essere ottenuta con un'antenna da 18 pollici con il decoder StarChoice Digicipher II. BBC World News può essere trovato sulla frequenza 11898 MHz V, SR 19510, FEC 3/4.
Sin dal suo avvio nel 1995, la BBC ha cercato di coprire gli Stati Uniti sia via cavo che via satellite. A causa della percezione in America di mancanza d'interesse nelle notizie internazionali, l'emittente s'è presa 11 anni prima di firmare un accordo per la distribuzione negli Stati Uniti, raggiunto con la Discovery Communications il 25 gennaio 2006. Così da settembre 2006, solo Cablevisión a New York può ritrasmettere il canale sul suo servizio via cavo iO (trasmesso sul canale 104 per gli abbonati al servizio digitale). Ironicamente, Cablevision, comunque, non distribuisce BBC America, mentre Time Warner Cable, che serve le zone non coperte da Cablevision, trasmette BBC America, ma non BBC World News.
Non è ufficialmente disponibile nel Regno Unito, per il fatto che, a differenza dei canali BBC trasmessi sul suolo britannico, trasmette pubblicità (insieme ad altri canali del Gruppo trasmessi oltre la terra d'Albione), ma può essere facilmente ricevuta; ciò grazie alla trasmissione in chiaro sui satelliti europei. Comunque, tra l'una e le 5:00 (ora di Londra) ogni giorno, i notiziari di 25 minuti dall'inizio dell'ora in onda sul canale sono ritrasmessi su BBC News; essi sono semplicemente identificati come "BBC News", non riferendosi ad alcun canale (in questo lasso di tempo, i notiziari sono prodotti da BBC News, e presentati dal loro studio, con un logo statico BBC World News, che copre quello di BBC News). questa trasmissione contemporanea su BBC World News e BBC News continua con una trasmissione simultanea di un'ora marchiata "The World Today from BBC News", che ospita un notiziario di 25 minuti, seguito da un'edizione di World Business Report (che include un inserto d'economia britannica). Nei giorni feriali BBC World News produce anche un programma di analisi della notizia di 30 minuti chiamato "The World", che può essere visto nel Regno Unito su BBC Four. Un'unica edizione speciale di BBC World News viene usata per essere mostrata 6 volte a settimana dalle 09:30 su BBC News nel Regno Unito con notizie prettamente più internazionali, ma essa è stata discontinua a causa dei continui cambi di palinsesto.
Nel mese di aprile 2016 viene siglato un accordo di distribuzione con Intelsat che ne garantisce la diffusione dei programmi di BBC World News in tutta la zona del Pacifico, Nord e Sud America.

## Programmazione
BBC News autoproduce la maggior parte della propria programmazione.

### Programmi d'informazione in diretta
- BBC News – notiziario internazionale
- BBC World News America – notizie dall'America e attorno al mondo, live dall'ufficio Washington DC della BBC.
- The Context – Christian Fraser a Londra, servizi sulle notizie internazionali, con un focus sul Regno Unito, in Europa e negli Stati Uniti. Precedentemente chiamato 100 Days, 100 Days +, Beyond 100 Days e BBC News with Katy and Christian.
- Focus on Africa – Il principale programma di notizie africane di BBC News, con notizie, affari e sport dal continente.
- Newsday – In diretta da Singapore, notizie e analisi dal punto di vista asiatico e globale
- Sunday with Laura Kuenssberg - Interviste e analisi delle grandi notizie della settimana dal Regno Unito e da storie di tutto il mondo, comprese interviste con politici e personalità chiave di ogni ceto sociale.

### Programmi aziendali e sportivi in diretta
- Asia Business Report – In diretta da Singapore.
- Sport Today – Notizie e risultati sportivi internazionali
- World Business Report

### Programmi preregistrati
- Click – Programma tecnologico rivolto a un pubblico non tecnico.
- HARDtalk – Interviste approfondite con personalità di ogni ceto sociale.
- Newsnight – Punti salienti settimanali dal programma quotidiano di notizie nazionali
- Our World – Documentario.
- Panorama – Programma di attualità, con interviste e rapporti investigativi su un'ampia varietà di argomenti.
- Reporters – Rapporti settimanali dei corrispondenti della BBC.
- Talking Movies
- The Travel Show
- In aggiunta, nei fine settimana va in onda una speciale versione di mezz'ora del popolare programma di BBC Two Top Gear, oltre che diversi documentari prodotti dalla BBC.
- In India, sono trasmessi diversi programmi specifici per il pubblico indiano, tra cui Question Time India, un quiz prodotto dall'University Challenge India, India Business Report, IT India Tomorrow, Face to Face e Motor Show Wheels.

### Ex programmi
- The Briefing – Sally Bundock con notizie, affari e sport.[3]
- Dateline London – I corrispondenti esteri con sede a Londra discutono le notizie internazionali della settimana.
- Global – Notizie e analisi internazionali.
- Live –Notizie e analisi internazionali.
- Impact – Notizie globali che colpiscono il pubblico in Asia.
- Outside Source – Discussione e analisi di argomenti di attualità.
- Worklife

### Bollettini BBC News

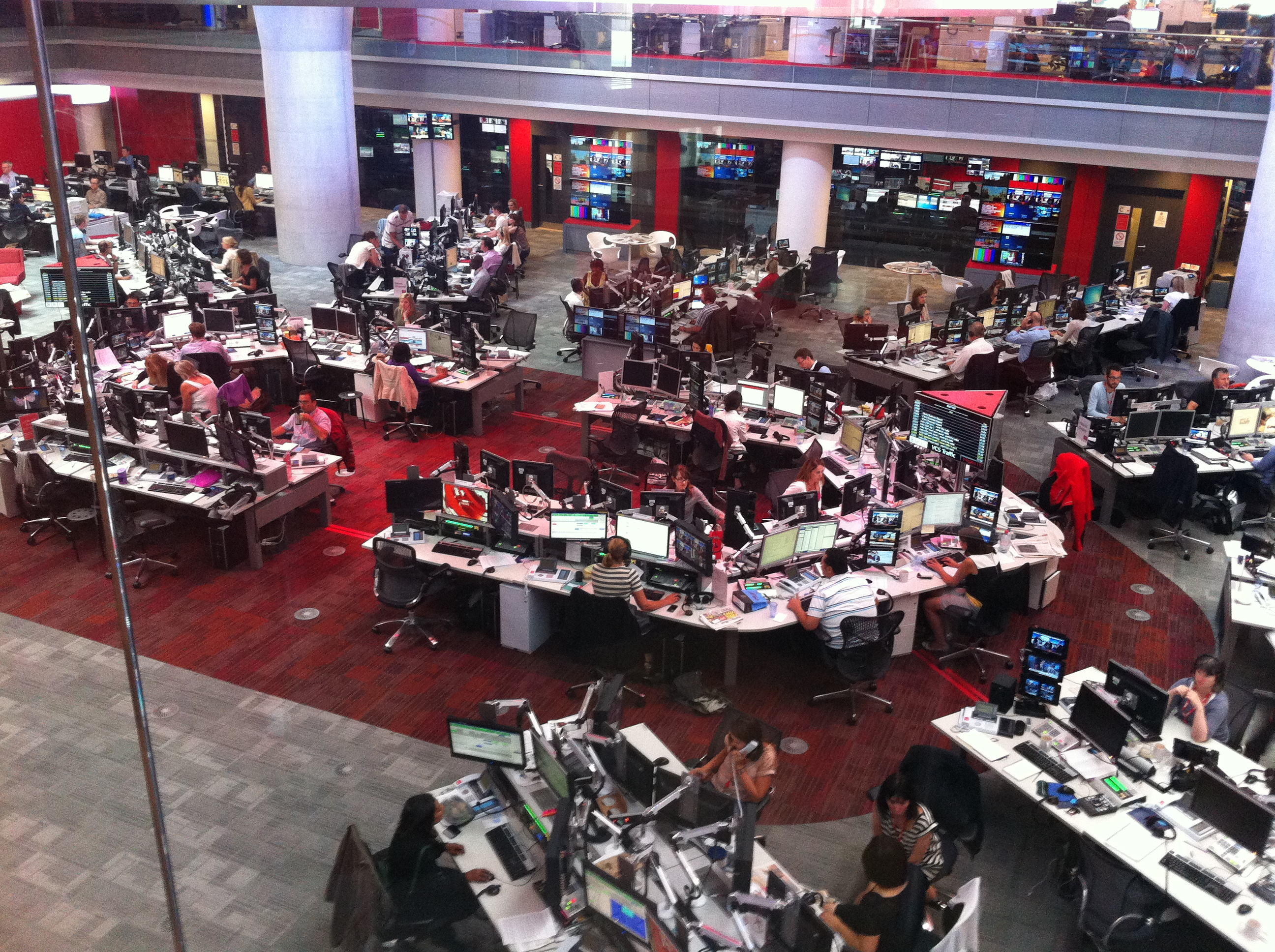
La redazione della BBC alla Broadcasting House di Londra.

I bollettini BBC News di mezz'ora sono messi a disposizione delle stazioni PBS negli Stati Uniti attraverso KCET di Los Angeles, una stazione televisiva pubblica indipendente non commerciale che è stata separata dalla PBS dall'inizio del 2011 a causa di una disputa sui diritti (è tornata a essere una stazione membro minore di PBS nel 2019 dopo una fusione con la principale stazione membro PBS sul mercato). Dall'80 al 90% degli americani è in grado di ricevere i bollettini, con le stazioni membri di PBS che hanno discrezione sulla programmazione. Il programma è trasmesso su diverse stazioni PBS in mercati come New York City e Washington DC.
Sulle stazioni PBS, BBC News non viene trasmesso con spot pubblicitari tradizionali (le interruzioni sono piene di notizie) ma omette le previsioni meteorologiche internazionali del Met Office alla fine del programma, sostituendole con annunci di sottoscrizione. Le trasmissioni PBS sono ritardate su nastro su alcune stazioni.
BBC America in precedenza trasmetteva un blocco di tre ore di programmi BBC News dalle 05:00 alle 08:00 nei giorni feriali fino alla stabilizzazione del trasporto della rete negli Stati Uniti. Le previsioni di Met Office sono state rimosse ed è stato trasmesso con pubblicità.
Molte compagnie aeree di tutto il mondo riproducono anche estratti preregistrati di BBC News, hanno titoli di testo da esso o hanno un bollettino completo disponibile sui sistemi di intrattenimento in volo.

### Bollettini precedenti
Un altro programma della BBC World News, BBC World News America della durata di un'ora, è andato in onda su BBC America alle 19:00 Eastern Time Zone. Una seconda trasmissione alle 22:00 Eastern Time si è conclusa nel 2010 quando BBC America ha introdotto un secondo feed per i fusi orari occidentali degli Stati Uniti il 18 febbraio 2011, è stato annunciato che BBC World News America non sarebbe più stato trasmesso su BBC America e sarebbe invece essere trasmesso solo su BBC World e stazioni PBS locali negli Stati Uniti come programma di 30 minuti.
Il canale ha anche prodotto brevi bollettini per i servizi di trasporto pubblico a Singapore e Hong Kong:
- Servizio di trasporto rapido di massa di Singapore da Marina Bay all'aeroporto internazionale di Changi

- Servizio MTR di Hong Kong dalla stazione Chek Lap Kok International Airport-Disneyland Resort alla linea Disneyland Resort

Queste trasmissioni sono iniziate con la dichiarazione: "Benvenuti a BBC World News a bordo del Singapore Mass Rapid Transit e Hong Kong MTR". Il breve bollettino è stato aggiornato due volte al giorno e da allora è stato sostituito da un programma simile della CNA di Mediacorp.
I viaggiatori sul servizio ferroviario Heathrow Express tra London Paddington e l'aeroporto di Heathrow potevano guardare un riepilogo dei titoli di BBC World News sugli schermi LCD forniti.

## Controversie
Andy Bichlbaum, un membro di "The Yes Men", appare su BBC World News per prendersi tutta la responsabilità per il disastro Bhopal.
La BBC ha una vasta reputazione per il suo modo indipendente e accurato di riportare le notizie. Comunque, essendo una delle novità dei media della BBC, BBC World News è stata fondata da sponsor commerciali, che hanno sollevato questioni sulla capacità della BBC di riportare in maniera neutrale le notizie.
Sebbene generalmente considerata piuttosto accurata, BBC World News ha occasionalmente fatto degli errori, come nell'incidente dove nel ventesimo anniversario del disastro Bhopal, il 3 dicembre 2004, BBC World News è stata imbrogliata nel trasmettere un'intervista con un hoaxer (più tardi rivelatosi Andy Bichlbaum, un membro dei "The Yes Men") chiedendo d'essere un rappresentante dei "Dow Chemical" offrendo 12 milioni di dollari statunitensi ai 120000 superstiti del disastro Bhopal. Su scoperta degli hoax, l'Ufficio Stampa della BBC ha immediatamente pubblicato un'asserzione riguardante cosa fosse successo e la storia fu ignorata dal successivo BBC World News bulletins e dai notiziari di BBC News.
Nondimeno, BBC World News fornisce un'ulteriore e differente voce al mondo e un altro punto di vista in diversi mercati mediatici

### Censure
BBC News è stato bandito in diversi Stati principalmente per i reportage imparziali sfavorevoli ai politici al potere. Gli esempi più noti sono in Uzbekistan, Cina, Sri Lanka e Pakistan.

## Variazioni
Dal 2003, Breakfillers ha incluso inserti video di trailer per programmi successivi.
"BBC World News" è, per la maggior parte, lo stesso canale in tutto il mondo — tranne che per la pubblicità. Comunque, ci sono alcune variazioni regionali di programma. Per esempio, alcuni programmi sono fatti solo ad uso regionale, come Indian feeds, e The Record Europe, visibile solo in Europa. In aggiunta, l'Asia Business Report da Singapore è in onda solo in Asia, Australia, e in Medio Oriente. Il resto del mondo vede il World Business Report.
Su molti feed di BBC World News, la pubblicità è inserita dall'operatore via cavo/satellitare come negli altri canali. Quando un operatore cavo/satellitare non inserisce pubblicità, il "Breakfiller" mostra pubblicità redazionale dei programmi subito dopo in onda sul canale. Durante BBC News, una news story che non è stata pubblicizzata durante quelle che potrebbero essere le interruzioni pubblicitarie. Questo è il caso della versione broadband di BBC World, e di quelle trasmesse negli Stati Uniti su PBS. Comunque, ci sono diverse sponsorizzazioni trasmesse in tutte le versioni di BBC World News.

## Il conto alla rovescia
Il conto alla rovescia (countdown) è una caratteristica attraente del canale. Con musica composta da David Lowe, esso è cambiato diverse volte dalla nascita del canale. È stato aggiornato nel 2005 per diventare una versione internazionale della versione di BBC News 24.
Un conto alla rovescia 'nastro-intorno-al-mondo' è stato usato dal febbraio 2004, quando un'operazione su vasta scala di cambio logo è stata effettuata sia sull'allora BBC World che su BBC News 24. Comunque, il conto alla rovescia nel secondo ha messo in evidenza alcune visuali del mondo e del Regno Unito nello sfondo man mano che il conto alla rovescia procedeva, mentre il precedente ha usato soltanto la solita immagine 'il-mondo-che-gira'.
Dal 5 settembre 2005, anche il conto alla rovescia della BBC è stato modificato, sulla base dell’allora BBC News 24 (usando diverse clip che si ispiravano al conto alla rovescia del canale madre). Il conto alla rovescia si avvale di molte immagini del sud-est asiatico, specialmente dell'India. Una settimana prima, il canale ha cambiato anche le sue musiche, ma senza cambiare grafica. Il 22 gennaio 2007 c'è stato un nuovo aggiornamento, con immagini più "globali".

## Loghi

9 novembre 1997 - 21 aprile 2008
21 aprile 2008 - 15 luglio 2019
15 luglio 2019 - 25 aprile 2022
25 aprile 2022 - 3 aprile 2023
In uso dal 3 aprile 2023